# Franjo Bučar (pisatelj)
Franjo Bučar, hrvaški pisatelj in ljubitelj športa * 25. november 1866 Zagreb † 26. december 1946 Zagreb.
Velja za očeta hrvaškega športa in olimpizma.

## Biografija
Bučar se je rodil v Zagrebu leta 1866 očetu slovenskemu Jožefu Bučarju in materi hrvaški Franjici Mikšić. Šolal se je v Zagrebu, na Dunaju in v Stockholmu. Posvetil je študiju hrvaškega protestantizma in književnosti in pisal tudi o skandinavski literaturi. Bil je ugleden športni pisatelj in pisal priročnike za številne vrste športa. Bil je popularizator in pobudnik uvajanja številnih športov na Hrvaškem - nogometa, gimnastike, drsanja, alpskega smučanja, hokeja na ledu, sabljanja in drugih.
Sodeloval je pri ustanavljanju številnih klubov in poklicnih zvez, imel pa je tudi pomembno vlogo pri organizaciji Sokol. Zapustil je obsežno korespondenco z glavnimi osebnostmi evropske kulture in športa in ustvaril knjižnico z več tisoč zvezki. Prejel je državne in mednarodne nagrade. Leta 1914 je bil Bučar izvoljen za prvega predsednika Hrvaške športne zveze, ki jo je ustanovil leta 1909. 
Kot ustanovitelj in predsednik Jugoslovanskega olimpijskega komiteja, ki je sprva deloval v Zagrebu, je bil član Mednarodnega olimpijskega komiteja od leta 1920 do svoje smrti leta 1946.
Leta 1991 je bila na Hrvaškem podeljena državna nagrada za šport Franjo Bučar, najvišja nagrada za izjemne dosežke v razvoju športa.  